# Skye Blue
Skye Dolecki (Chicago, 2 de outubro de 1999) é uma lutadora de wrestling profissional americana. Ela atualmente luta na promoção americana All Elite Wrestling (AEW), bem como sua promoção irmã Ring of Honor (ROH) sob o nome de Skye Blue.
Ela também fez aparições no NWA Powerrr e na Warrior Wrestling.

## Carreira no wrestling profissional

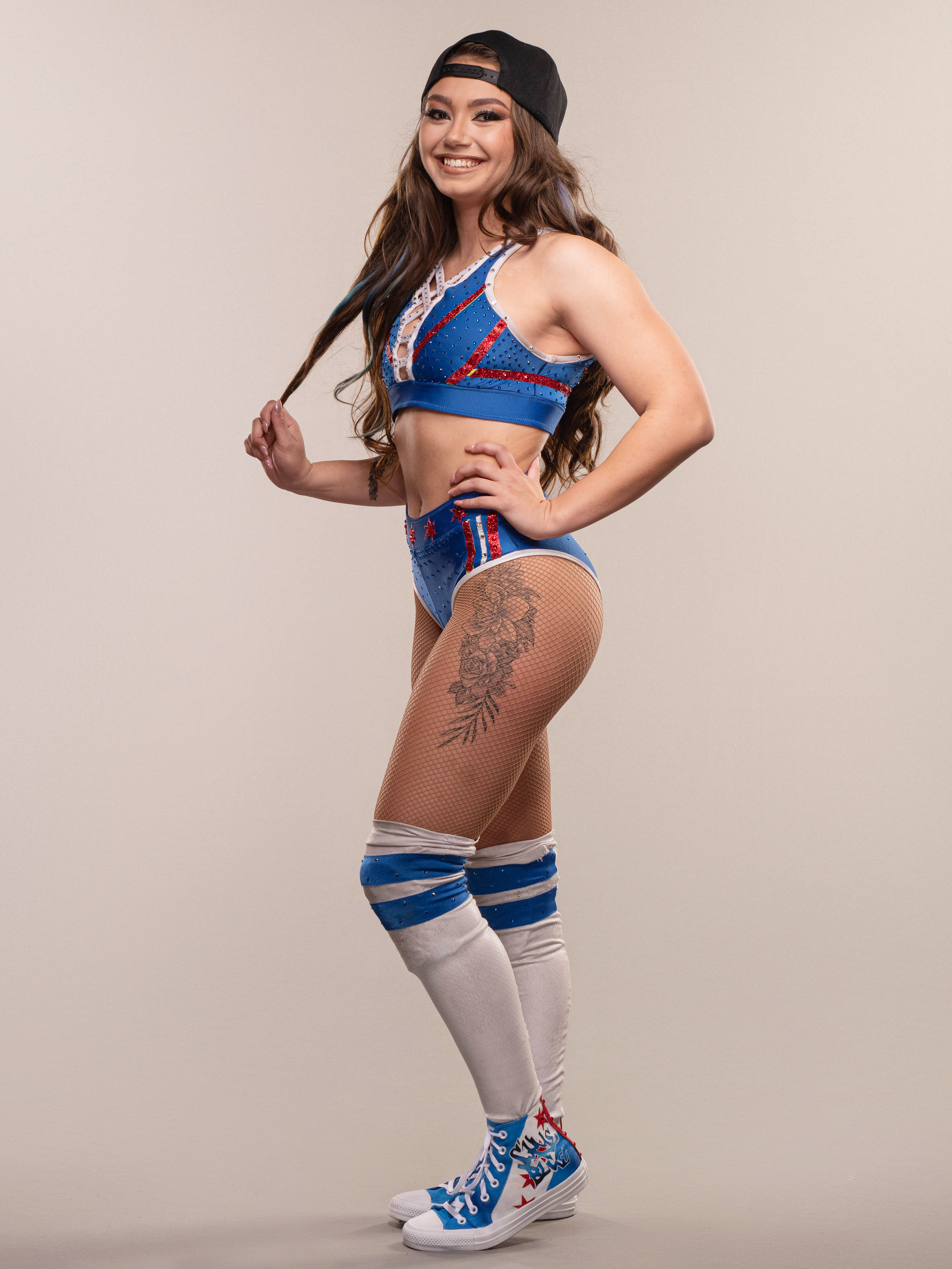
Skye Blue em 2022

Blue estreou em 2017, lutando no circuito independente de Illinois. Ela fez sua estreia na All Elite Wrestling no AEW Dark: Elevation em 7 de abril de 2021, perdendo para Britt Baker. Em 3 de setembro, ela fez sua estreia no AEW Dark perdendo para Red Velvet. Em 5 de setembro, ela fez sua estreia em pay-per-view, competindo na Casino Battle Royale no All Out. Em 6 de outubro, ela estreou no AEW Rampage, perdendo para Jade Cargill. Em 19 de janeiro de 2022, Blue estreou no AEW Dynamite, perdendo para Serena Deeb. No episódio de 2 de abril do AEW Rampage, Blue competiu na Owen Hart Foundation Women's Tournament, perdendo para Jamie Hayter na rodada de classificação.

## Títulos e prêmios
- Global Professional Wrestling
  - GPW Battle Royal Champion (1 vez)
- Chicago Style Wrestling
  - CSW Women's Championship (1 vez)
- Pro Wrestling ZERO1 USA
  - ZERO1 USA Women's Championship (1 vez)
- AAW: Professional Wrestling Redefined
  - AAW Women's Championship (1 vez)